# تری‌سیکلوهگزیل‌فسفین
تری‌سیکلوهگزیل‌فسفین (به انگلیسی: Tricyclohexylphosphine) با فرمول شیمیایی C۱۸H۳۳P یک ترکیب شیمیایی است. که جرم مولی آن ۲۸۰٫۴۳ g/mol می‌باشد. 

## نگارخانه

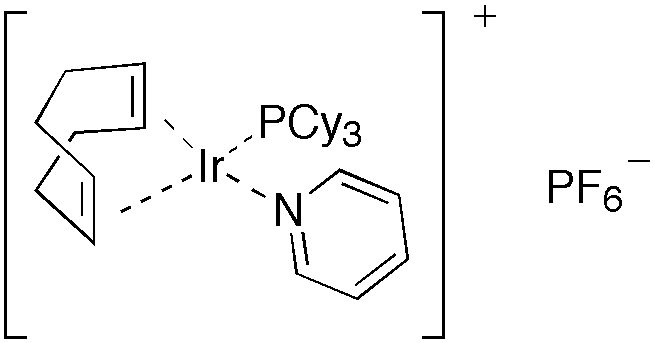